# Eloísa García Etchegoyhen
Eloísa García Etchegoyhen (1921-1996) là một nhà giáo dục tiên phong và nhà hoạt động cho người khuyết tật người Uruguay. Cô không chỉ tạo ra các cơ sở giáo dục đầu tiên ở Uruguay để dạy cho những người khuyết tật, mà cô còn phát triển các chương trình giới thiệu việc làm và các nhóm hỗ trợ phụ huynh để giúp trẻ em hòa nhập với xã hội rộng lớn hơn. Cô đi đầu trong việc đào tạo giáo viên và nhà tâm lý học dẫn đến việc tạo ra các chương trình nghiên cứu về nguyên nhân chậm phát triển trí tuệ và lãnh đạo một chiến dịch nâng cao nhận thức cộng đồng để khuyến khích sự chấp nhận từ gia đình và cộng đồng đối với người khuyết tật. Cô thành lập ngôi trường đầu tiên dành cho học sinh bị đa khuyết tật và bắt đầu trường mầm non đầu tiên để đánh giá và can thiệp sớm cho các trẻ em khuyết tật ở Uruguay. Cô đã mang Thế vận hội đặc biệt đến Uruguay và làm việc trên khắp châu Mỹ Latinh và vùng Caribê để tạo ra các chính sách bao gồm cho các công dân khuyết tật.

## Tiểu sử
María Eloísa García Etchegoyhen sinh ngày 8 tháng 7 năm 1921 tại Montevideo, Uruguay với cha mẹ là Marcos García và María Etchegoyhen. Mẹ cô qua đời khi García còn rất trẻ và cô được chị gái của mình, Manacha, nuôi dưỡng. Cô học tiểu học tại "the Prada" và hoàn thành chương trình giáo dục trung học của mình tại Học viện La Femenina. Cô học để trở thành một giáo viên, tốt nghiệp năm 1941 tại Học viện bình thường María Stagnero de Munar, Công việc đầu tiên của cô là ở Isla Patrulla và sau vài tháng, cô chuyển đến Santa Clara, nơi cô lần đầu tiên gặp phải những học sinh chậm phát triển. Cô đã liên lạc với cấp trên của mình và được cho phép học giáo dục đặc biệt và trở về Montevideo.
Từ năm 1943 đến 1944, cô học về bệnh chậm phát triển trí tuệ và lấy chứng chỉ chuyên khoa vào năm 1944. Cô bắt đầu làm việc với Tiến sĩ Emilio Mira y Lopez vào năm 1945 tại Phòng thí nghiệm Tâm lý học nghiên cứu "các trường hợp cận biên" và được trao quyền để thực hiện tư vấn hướng dẫn chuyên nghiệp cho học sinh. Tiến sĩ Mira cũng giúp cô nộp đơn xin học bổng đi học ở Mỹ, mà cô đã giành được từ Viện Giáo dục Quốc tế. Từ năm 1945 đến năm 1946, cô làm việc tại Bệnh viện Tâm thần Marlboro ở New Jersey và đồng thời tại Học viện Giáo dục Quốc tế (1945-1947), nhận chứng chỉ làm chủ Dịch vụ Tổ chức Vệ sinh Tâm thần và Trẻ em Bất thường. Sau đó, García đã tham gia vào ba chương trình vừa học vừa làm từ năm 1946 đến 1947 tại Đại học Michigan, tại Trường Cove và Viện Ngữ nghĩa học Đại cương. Trong thời gian ở trường, năm 1947, cô tham gia Primer Congreso Interamericano de Mujeres, với tư cách là đại diện cho Alianza Uruguayaya de Mujeres tổ chức tại thành phố Guatemala, Guatemala. Cô tham dự hội nghị không chỉ tìm hiểu các vấn đề của phụ nữ mà còn xem xét các vấn đề thế giới, như năng lực hạt nhân, giải giáp, hòa bình, lưu vong và nhiều vấn đề khác của thời kỳ hậu chiến. Năm 1948, cô tốt nghiệp thạc sĩ ngành Tâm lý học lâm sàng với chuyên ngành giáo dục đặc biệt và sự can thiệp và kích thích sớm ở trường mầm non của Đại học Michigan.